# Luther (hoorspel)
Luther is een tweedelig hoorspel naar het gelijknamige toneelstuk (1961) van John Osborne. Het werd vertaald door Gerrit Kouwenaar en door de NCRV uitgezonden op vrijdag 27 oktober en 3 november 1967. De regisseur was Johan Wolder.

## Delen
- Deel 1 (duur: 55 minuten)
- Deel 2 (duur: 68 minuten)

## Rolbezetting
- Jules Croiset (Maarten Luther)
- Onno Molenkamp (Hans, zijn vader)
- Tonny Foletta (Lucas)
- Wam Heskes (de prior)
- Paul van der Lek (broeder Weinand)
- Harry Bronk, Hans Karsenbarg & Coen Pronk (drie broeders)
- Peter Aryans (Tetzel)
- Wik Jongsma (de ridder)
- Wim Grelinger (Staupitz)
- Paul Deen (Cajetanus)
- Frans Somers (Miltitz)
- Bert Dijkstra (paus Leo)
- Hans Karsenbarg (Eck)

## Inhoud
In Osbornes Luther-spel komen drie gesprekken voor die een bijzondere aandacht verdienen. Ze liggen gegroepeerd om het hoogtepunt: Luthers predicatie over de rechtvaardiging door het geloof, vlak voor het aanslaan van de vijfennegentig stellingen en zijn verdedigingsrede op de Rijksdag van Worms. De gesprekken liggen in de privé-sfeer. Eerst spreekt de jonge Luther, in de hof van het klooster, over zijn gewetensnood. Zijn overste en vriend Staupitz misprijst de overdreven aandacht voor de kloosterregel. “Daardoor maak je in feite het gezag belachelijk. Je bent vastbesloten dat gezag te vervangen door iets anders: jezelf.” Die gezagskwestie komt ook ter sprake wanneer een arme ridder de houding van de reformator tijdens de Boerenopstand laakt. Het toekomstbeeld van een algemene ontkerstening doemt op: “De meeste mensen geloven in hun hart dat Christus een gewoon mens was en zijn avondmaal een gewoon maal. En jij hielp hen een handje dat te geloven.” In het laatste bedrijf, dat helaas in de hoorspelbewerking ontbreekt, keren die thema’s terug. Het bevat een soort afrekening. Luther, inmiddels getrouwd, noemt nu drie mogelijkheden om aan de wanhoop te ontkomen. Kras formuleert hij, sprekend over de Boerenopstand, zijn oordeel over “de massa”. Maar de oude Staupitz herinnert met weemoed aan hun gesprekken in de kloosterhof en tast de triomf van Worms aan door te peilen naar Luthers diepste zekerheid…